# Cembrenen
Cembrenen – organiczny związek chemiczny z grupy diterpenów. Występuje w tytoniu, sosnach, koralowcach i owadach. Wykazuje aktywność przeciwnowotworową, powoduje też łuszczycę.